# Buddenhagen (Wolgast)
Buddenhagen is een Ortsteil van de Duitse gemeente Wolgast in de deelstaat Mecklenburg-Voor-Pommeren. Tot 1 januari 2012 was Buddenhagen een zelfstandige gemeente.